# Jodelle Ferland
Jodelle Micah Ferland (Nanaimo, Columbia Británica, 9 de octubre de 1994) es una actriz canadiense de cine y televisión. Hizo su debut a la edad de seis años, en la película para televisión Sirena (2000) por la que recibió una nominación a los Premios Daytime Emmy, convirtiéndola en la más joven en ser nominada. Desde entonces, ha aparecido en numerosas películas, que incluyen Tideland (2005), Silent Hill (2006), Good Luck Chuck (2007), Expediente 39 (2009), The Twilight Saga: Eclipse (2010) y The Tall Man (2012). Aparte de sus papeles cinematográficos, ha interpretado a Mary Jensen en la serie de televisión Kingdom Hospital (2004) y a Cinco en la serie de televisión Dark Matter (2015-2017).

## Carrera
Ferland comenzó su carrera en anuncios comerciales a la edad de dos años. Hizo su debut cinematográfico a los seis años en la película para televisión Sirena (2000), por la que recibió una nominación al premio Daytime Emmy, convirtiéndola en la nominada más joven en la historia de los Emmy. Desde entonces, ha aparecido como invitada en varias series de televisión, incluidas Stargate Atlantis, Dark Angel, Stargate SG-1, Smallville y Supernatural, y ha aparecido en películas como They (ellos) y Atrapados. En 2005, protagonizó la película de drama de Terry Gilliam Tideland, por el que recibió una nominación al premio Genie en la categoría de Mejor Actriz. Más tarde, apareció en la película Silent Hill de 2006, una adaptación de la conocida franquicia de videojuegos, y tuvo un papel secundario en Good Luck Chuck para la productora Lions Gate Entertainment. En 2006, filmó la película Caso 39 junto a Renée Zellweger; sin embargo, debido a una postproducción prolongada, no se estrenó hasta 2009.
Interpretó a Bree Tanner en la tercera película de la serie Crepúsculo, Eclipse. donde dijo: «Por lo general, leo el guion antes de aceptar un papel, pero no he leído este», explicó. «Es Crepúsculo, por supuesto que lo aceptaré».
De 2010 a 2011, trabajó como actriz de voz para el videojuego BioShock 2 y su DLC, apareció en la película de Syfy Ice Quake y protagonizó, para la cadena de televisión Lifetime, la película Girl Fight . En 2012, apareció en el drama Mighty Fine, en la película de terror The Tall Man, e interpretó para Joss Whedon la película de terror La cabaña en el bosque. También en 2012 dio voz a Agatha «Aggie» Prenderghast en la película de animación El alucinante mundo de Norman, y tuvo su primer papel protagónico en una comedia, en Home Alone: The Holiday Heist (2012). De 2013 a 2014, protagonizó la película familiar Midnight Stallion (2013), el cortometraje Monstruo, y la película de drama criminal Atrapadas sin salir.
En 2015, protagonizó el cortometraje The Goodbye Girl y la película de terror Unspoken que se estrenó en el Festival de Cine Frightfest de Londres el 24 de octubre.  En 2016 apareció en la película para el canal de televisión Lifetime Por la dignidad de mi hija, y proporcionó la narración del audiolibro Wonder Women, escrito por Sam Maggs.  En 2017, apareció en la comedia Bigger Fatter Liar, la secuela de la película Big Fat Liar de 2002,  la película de terror Neverknock, y en el cortometraje Women Seen, dirigido por Amanda Tapping.
De 2015 a 2017, Ferland interpretó a Cinco en la serie de televisión de la cadena Syfy Dark Matter, basada en la serie de cómics del mismo nombre. Sobre el papel, declaró: «En mi último programa Dark Matter la gente se burlaba de mí porque era la más joven del elenco, pero realmente era la que había estado actuando durante más tiempo». En 2016 recibió una nominación al Premio Saturn a la Mejor Actuación de un Actor Joven en una Serie de Televisión.
En 2018, apareció en un episodio de la serie Frankie Drake Mysteries. ese mismo año, Ferland interpretó a Olive en la serie digital Darken: Before the Dark, una precuela de la película Darken. En 2019, apareció en un episodio de la serie estadounidense de terror Supernatural y al año siguiente protagonizó dos episodios de la serie de televisión web estadounidense The Order.

## Filmografía

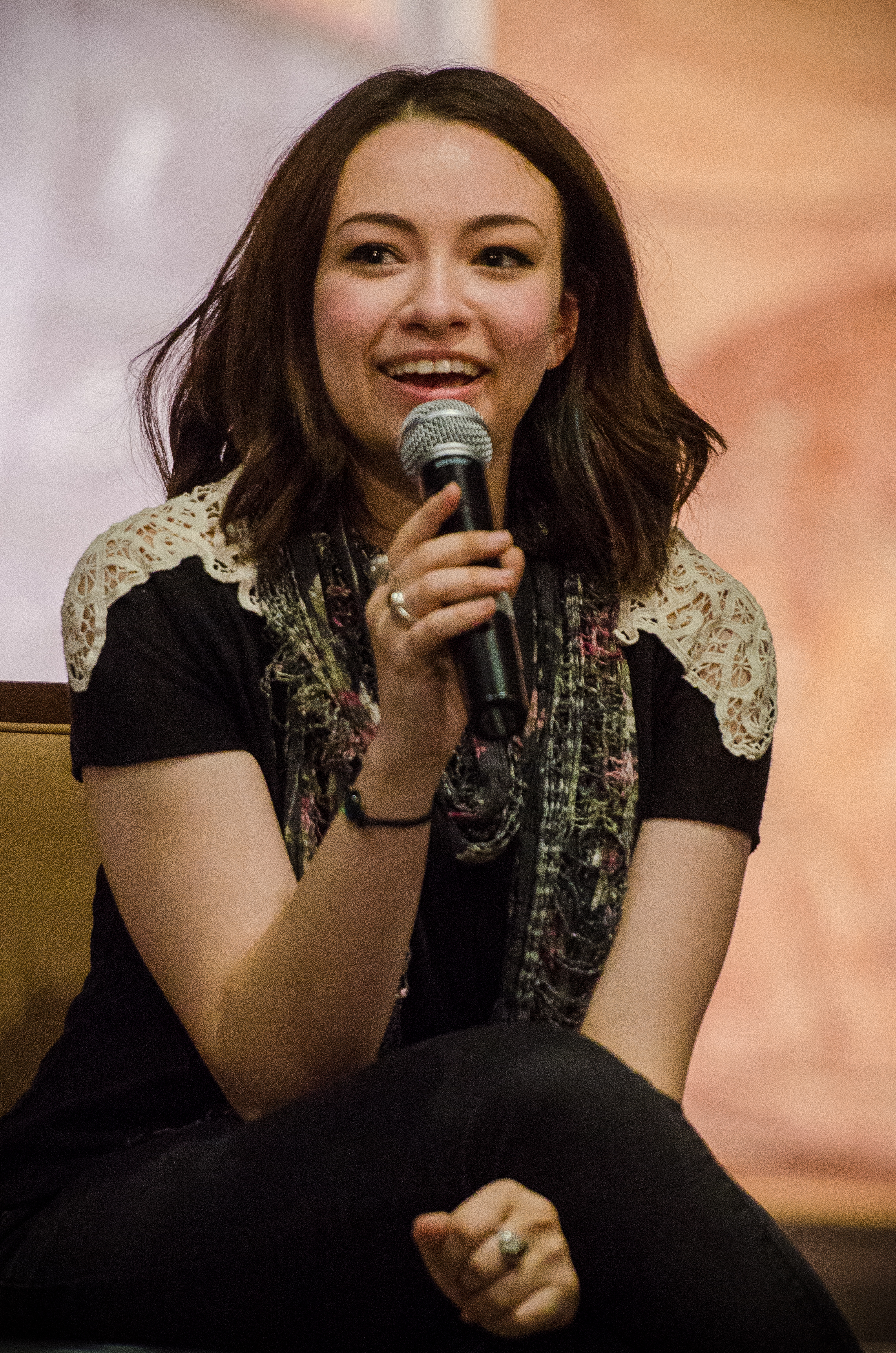
Jodelle Ferland en 2016

### Cine
| Año  | Título                     | Papel                                            | Notas                                                     | Ref.   |
| ---- | -------------------------- | ------------------------------------------------ | --------------------------------------------------------- | ------ |
| 2000 | The Linda McCartney Story  | Heather (edad 5-6 años)                          | como Jodelle Micah Ferland                                |        |
| 2002 | Deadly Little Secrets      | Madison                                          |                                                           |        |
| 2002 | They                       | Sarah                                            | como Jodelle Micah Ferland                                |        |
| 2005 | Tideland                   | Jeliza-Rose                                      | Voces de Sateen Lips, Glitter Gal, Mustique y Baby Blonde |        |
| 2006 | Silent Hill                | Sharon Da Silva / Alessa Gillespie / Dark Alessa |                                                           |        |
| 2006 | Amber's Story              | Nichole Taylor Timmons                           | como Jodelle Micah Ferland                                |        |
| 2007 | The Messengers             | Michael Rollins                                  |                                                           |        |
| 2007 | Seed                       | Emily Bishop                                     |                                                           |        |
| 2007 | Good Luck Chuck            | Lila Carpenter                                   | como Jodelle Micah Ferland                                |        |
| 2007 | BloodRayne 2: Deliverance  | Sally                                            |                                                           |        |
| 2008 | Wonderful World            | Sandra                                           |                                                           |        |
| 2009 | Case 39                    | Lillith Sullivan                                 |                                                           |        |
| 2010 | The Twilight Saga: Eclipse | Bree Tanner                                      |                                                           |        |
| 2012 | Mighty Fine                | Natalie Fine                                     |                                                           |        |
| 2012 | The Tall Man               | Jenny Weaver                                     |                                                           |        |
| 2012 | The Cabin in the Woods     | Patience Buckner                                 |                                                           | [ 30 ] |
| 2012 | ParaNorman                 | Aggie (voz)                                      | Película de animación por stop motion                     | [ 31 ] |
| 2013 | Midnight Stallion          | Megan Shepard                                    | Título original Midnight Rider                            |        |
| 2014 | A Warden's Ransom          | Kit Brandt                                       | Título original Steel & Stilettos                         |        |
| 2015 | The Unspoken               | Ángela                                           | También conocida como The Haunting of Briar House         | [ 32 ] |
| 2017 | Bigger Fatter Liar         | Becca                                            | película para vídeo                                       | [ 18 ] |
| 2022 | The Office Games           | Tina                                             | Película comedia                                          | [ 33 ] |

### Televisión
| Año       | Título                                        | Papel                      | Notas                                                                     | Ref.   |
| --------- | --------------------------------------------- | -------------------------- | ------------------------------------------------------------------------- | ------ |
| 1999      | Cold Squad                                    | Hailey Hatcher             | Episodios: «First Deadly Sin», «Deadly Games: Parte 2»                    |        |
| 2000      | Higher Ground                                 | Joven Juliette             | Episodio: «Innocence»                                                     |        |
| 2000      | Mermaid                                       | Desiree Leanne 'Desi' Gill | Telefilme                                                                 |        |
| 2000      | Special Delivery                              | Samantha Beck              | Telefilme                                                                 |        |
| 2000      | Sole Survivor                                 | Nina Carpenter             | Miniserie                                                                 |        |
| 2001      | Wolf Lake                                     | Lily Kelly                 | Episodio: piloto no emitido                                               |        |
| 2001      | Dark Angel                                    | Annabelle Anselmo          | Episodio: «Red»                                                           |        |
| 2001      | Los pistoleros solitarios                     | Mary the Little Girl       | Episodio: «Cap'n Toby»                                                    |        |
| 2001      | So Weird                                      | María                      | Episodio: «Annie's Song»                                                  |        |
| 2001      | The Miracle of the Cards                      | Annie                      | Telefilme                                                                 |        |
| 2001      | Trapped                                       | Heather                    | Telefilme                                                                 |        |
| 2002      | Special Unit 2                                | Focus Group Girl           | Episodio: «The Piper»                                                     |        |
| 2002      | John Doe                                      | Jenny Nichols              | Episodio: Piloto                                                          |        |
| 2002      | Carrie                                        | Pequeña Carrie             | Telefilme                                                                 |        |
| 2003      | Smallville                                    | Emily Eve Dinsmore         | Episodio: «Accelerate»                                                    |        |
| 2003      | Dead Like Me                                  | Kirsti                     | Episodio: Piloto                                                          |        |
| 2003      | Mob Princess                                  | Joven Patti                | Telefilme                                                                 |        |
| 2004      | Kingdom Hospital                              | Mary Jensen                | Personaje principal                                                       |        |
| 2004      | The Collector                                 | The Devil/Little Girl      | Episodios: «The Prosecutor», «The Rapper»                                 |        |
| 2004      | 10.5                                          | Little 'Wow!' Girl         | Miniserie                                                                 |        |
| 2004      | Too Cool for Christmas                        | Alexa                      | Telefilme                                                                 |        |
| 2006      | Supernatural                                  | Melanie Merchant           | Episodio: «Provenance»                                                    |        |
| 2006      | Stargate SG-1                                 | Adria (7 años)             | Episodio: «Flesh and Blood»                                               |        |
| 2006      | Masters of Horror                             | Lisa                       | Episodio: «The V Word»                                                    |        |
| 2006      | The Secret of Hidden Lake                     | Maggie Dolan de joven      | Telefilme (Lifetime)                                                      |        |
| 2007      | Stargate Atlantis                             | Harmony                    | Episodio: «Harmony»                                                       | [ 34 ] |
| 2007      | Pictures of Hollis Woods                      | Hollis Woods               | Telefilme (CBS)                                                           |        |
| 2008      | Céline                                        | Joven Céline               | Telefilme (CBC)                                                           |        |
| 2010      | Ice Quake                                     | Tía Webster                | Telefilme (Syfy)                                                          |        |
| 2011      | Girl Fight                                    | Haley Macklin              | Telefilme (Lifetime)                                                      |        |
| 2011–2012 | R.L. Stine's The Haunting Hour                | Alice / Sara               | Episodios: «My Sister the Witch», «The Most Evil Sorcerer – Partes 1 y 2» | [ 35 ] |
| 2012      | Home Alone: The Holiday Heist                 | Alexis Baxter              | Telefilme (ABC Family)                                                    |        |
| 2015      | Motive                                        | Sophie Glass               | Episodio: «The Glass House»                                               |        |
| 2015–2017 | Dark Matter                                   | Cinco /Das/Emily Kolburn   | Personaje principal                                                       | [ 36 ] |
| 2016      | Por la dignidad de mi hija                    | Audrey                     | Telefilme (Lifetime); también titulado Revenge Porn                       |        |
| 2017      | Neverknock                                    | Leah                       | Telefilme (Syfy)                                                          |        |
| 2018      | Frankie Drake Mysteries                       | Ana                        | Episodio: «Anastasia»                                                     |        |
| 2018      | Darken: Before the Dark                       | Olive                      | Serie de televisión web; Personaje principalː 6 episodios                 | [ 37 ] |
| 2019      | Supernatural                                  | Emily                      | Episodio: «Golden Time»                                                   |        |
| 2020      | The Order                                     | Zecchia                    | Episodio: «Fear Itself - Partes 1 y 2»                                    |        |
| 2022      | Aurora Teagarden Mysteries: Haunted by Murder | Tamara Dilger              | Telefilme (Hallmark)                                                      | [ 38 ] |

## Premios y nominaciones
| Año  | Premio                   | Categoría                                                                                       | Papel                                                                    | Resultado |
| ---- | ------------------------ | ----------------------------------------------------------------------------------------------- | ------------------------------------------------------------------------ | --------- |
| 2001 | Premios Young Artist     | Mejor actuación en una serie - película (comedia o drama) - actriz joven de 10 años o menos     | Desi Gill en Mermaid                                                     | Ganadora  |
| 2001 | Premio Emmy              | Espléndida actuación en especial para niños                                                     | Desi Gill en Mermaid                                                     | Nominada  |
| 2004 | Premios Young Artist     | Mejor actuación en una serie - actriz joven de 10 años o menos                                  | Emily Dinsmore en Smallville                                             | Nominada  |
| 2004 | Premios Leo              | Serie dramática: mejor interpretación femenina de reparto                                       | El Diablo/Pequeña Niña en The Collector Por el episodio "The Prosecutor" | Nominada  |
| 2005 | Premios Young Artist     | Mejor actuación en una serie (comedia o drama) - actriz joven de 10 años o menos                | Mary Jensen en Kingdom Hospital                                          | Nominada  |
| 2007 | Premio Genie             | Mejor actuación en el papel principal                                                           | Jeliza Rose en Tideland                                                  | Nominada  |
| 2007 | Premio Saturn            | Mejor actuación de una actriz joven                                                             | Jeliza Rose en Tideland                                                  | Nominada  |
| 2008 | Premios Young Artist     | Mejor actuación en una serie, película, miniserie, o especial                                   | Hollis Woods en Pictures of Hollis Woods                                 | Nominada  |
| 2008 | Premios CAMIE            | Mejor actuación principal en una película para televisión, serie o especial                     | Hollis Woods en Pictures of Hollis Woods                                 | Ganadora  |
| 2009 | Premios Young Artist     | Mejor Actuación en una película para televisión, miniserie o especial - actriz joven de reparto | Joven Céline en Céline                                                   | Nominada  |
| 2010 | Premios Leo              | Mejor actuación femenina en un drama corto                                                      | Rosie en Everything's Coming Up Rosie                                    | Nominada  |
| 2011 | Fangoria Chainsaw Awards | Mejor actriz de reparto                                                                         | Lillith Sullivan en Case 39                                              | Nominada  |
| 2016 | Premios Saturn           | Mejor actuación de una actriz joven en una serie de televisión                                  | Cinco en Dark Matter                                                     | Nominada  |

## Videojuegos
| Año  | Título                           | Papel         | Notas |
| ---- | -------------------------------- | ------------- | ----- |
| 2010 | BioShock 2                       | Little Sister | Voz   |
| 2010 | BioShock 2: The Protector Trials | Little Sister | Voz   |
| 2010 | BioShock 2: Minerva's Den        | Little Sister | Voz   |